# Everolimus

L'everolimus és un fàrmac immunosupressor utilitzat per al rebuig de trasplantaments. Utilitzat per laboratoris Novartis amb el nom comercial de Zortress (Estats Units) i Certican (Europa) en el tractament de teràpia de trasplantaments. El medicament Afinitor (que utilitza dosis majors que Zortres i Certican) s'utilitza en el tractament de càncer de ronyó, usualment en estat avançat. A més, Everolimus és el component actiu d'Afinitor, per això aquest medicament rep moltes vegades tots dos noms. El nom químic és 40-O-(2-hidroxietil)-sirolimus. La fórmula química és C53H83NO14 i el seu pes molecular és 958.2.
Everolimus es comercialitza en forma de tauletes o pastilles, encara que originalment és una substància en pols amb un color blanc-groguenc que és insoluble en aigua però soluble en solvents orgànics. Everolimus s'utilitza també en els stents coronaris que elueixen medicaments com a immunosupressor per prevenir la restenosi.

## Mecanisme d'acció
Actua com un inhibidor del senyal de la proliferació. Actua modificant els senyals fisiològics que modulen el creixement i la proliferació cel·lular ja que inhibeixen l'acció de les cèl·lules T i les cèl·lules del múscul llis. Té el mateix mecanisme d'acció que el Sirolimus.
Concretament, és un inhibidor del complex mTORC1(diana de rapamicina en cèl·lules de mamífer), una serina-treonina kinasa que té un paper central en la regulació del creixement, proliferació i supervivència cel·lular. L'acció del complex mTORC1 es troba modulada per diferents mitògens, factors de creixement i per la disponibilitat de nutrients. A més, mTORC1 és un regulador de la síntesi proteica global, l'activació de la qual depèn de la via de senyalització de PI3K/AKT (fosfoinositol 3-quinasa), que es troba desregulada en la majoria dels càncers humans. TSC1 i TSC2 (gens dels complexos de l'esclerosi tuberosa 1 i 2) actuen com a supressors de tumors i regulen la senyalització de mTORC1. Així, la pèrdua o inactivació de qualsevol d'aquests dos gens dona lloc a l'increment de l'expressió de rheb-GTP (una GTPasa de la família ras), que interacciona de manera directa amb mTORC1 causant la seva activació. L'esclerosi tuberosa és un desordre genètic que es caracteritza per la presència de mutacions inactivants en TSC1 i/o TSC2 donant lloc a la formació de hamartomes en diferents parts del cos. A causa de la seva gran importància en la senyalització de mTORC1 els gens TSC són objecte d'estudi.

## Propietats farmacològiques
Everolimus exerceix la seva funció a través de la interacció amb una gran afinitat amb el receptor de naturalesa proteica FKBP12. Així, el complex format per Everolimus i aquest receptor s'uneix de manera directa a mTORC1, inhibint la seva senyalització. Com a conseqüència, s'altera la traducció de certs mRNAS que codifiquen proteïnes importants en la regulació del cicle cel·lular, en la glicòlisi i en l'adaptació a la hipòxia. Així, s'inhibeix el creixement del tumor i l'expressió de factors induïbles a causa de la hipòxia que comporten processos angiogènics. Per tant, Everolimus és un inhibidor del creixement i la proliferació de cèl·lules tumorals, endotelials, fibroblastos i cèl·lules del múscul llis associades a la paret vascular.
S'usa com immunosupresor en trasplantaments d'òrgans sòlids com a ronyó, cor, pulmó i pàncrees. També s'ha utilitzat per tractar tumors neuroendocrins de pàncrees i evitar efectes secundaris en els ossos en el tractament del càncer de mama.

### Absorció
A l'administrar a pacients amb tumors sòlids avançats pastilles de 5-70mg d'Afinitor, s'observa un pic de concentració d'Everolimus en sang al cap d'1-2 hores en condicions de dejuni o d'haver menjat un aliment sense greix. La concentració màxima és proporcional a una dosi diària de 5-10mg.

### Distribució
La proporció sang/plasma d'Everolimus depèn de la concentració en el rang de 5-5000ng/ml i és de 17-73 %. La quantitat d'Everolimus que es troba en el plasma de pacients de càncer als quals s'ha administrat 10mg/dia d'Afinitor és, aproximadament, del 20%.

### Metabolisme
Everolimus és un substrat de CYP3A4 i de la glicoproteïna-P. S'han trobat sis metabòlits d'Everolimus en la sang humana i en animals que mostren menys activitat que el mateix Everolimus. Per tant, es considera que la substància parental (Everolimus) és la que contribueix a la majoria de l'activitat farmacològica del medicament.

### Eliminació
Encara que no s'han fet estudis d'excreció en pacients de càncer; existeixen dades sobre pacients als quals se li han administrat Everolimus després d'un trasplantament. En l'administració d'una única dosi d'Everolimus marcada radioactivament juntament amb ciclosporina, es va observar que el 80% de la radioactivitat es troba en la femta i el 5% en l'orina.

## Assajos clínics
S'han realitzat assajos clínics en:
- Càncer avançat de mama ER+/PR+: Estudi clínic de fase III BOLERO-2 (CRAD001I2301). L'ús d'Everolimus per a aquesta condició va ser aprovat al juliol de 2012.
- Tumors neuroendocrins avançats d'origen pancreàtic: Estudi de fase III RADIANT-3 (CRAD001C2324). L'ús d'Everolimus per a aquesta condició va ser aprovat al maig de 2011.
- Tumors neuroendocrins avançats d'origen no pancreàtic: Estudi de fase III RADIANT-2 (CRAD001C2325). L'ús d'Everolimus per a aquesta condició va ser aprovat al maig de 2011.
- Carcinoma renal avançat: Estudi en fase III RECORD-1 (CRAD001C2240). L'ús d'Everolimus per a aquesta condició va ser aprovat al març de 2009.
- TSC amb angiomiolipoma renal: Estudi de fase III EXIST-2 (CRAD001M2302).
- TSC amb astrocitoma subependimal de cèl·lules grans (SEGA): Estudi de fase III EXIST-1 (CRAD001M2301) i estudi en fase II (CRAD001C2485). L'ús d'Everolimus per a aquesta condició va ser aprovat a l'octubre de 2010.

A més, s'ha observat i comprovat que, segons el seu genoma, hi ha una sensibilitat diferent per part dels pacients al tractament amb Everolimus.
En les fases primerenques de la majoria dels assajos clínics existeix una variabilitat en la resposta al tractament, de manera que molts pacients no presenten regressió de la malaltia o una prolongació de PFS (Progressió Lliure de Malaltia) i s'acaba per abandonar el tractament. No obstant això, en aquests assajos sempre hi ha un grup petit o casos individuals en els quals el tractament si funciona. Per tant, amb la seqüenciació del genoma d'aquests pacients es poden determinar les alteracions somàtiques responsables de la resposta diferencial al tractament.

### Everolimus i mutacions somàtiques en TSC1
Aquest cas concret ha succeït amb Everolimus (Afinitor) en un assaig clínic de fase II en pacients amb càncer de bufeta metastàsic (NCT00805129). Així, només un pacient dels 45 presents en l'assaig va mostrar una resposta positiva i completa de més de 2 anys, amb regressió de la metàstasi. En aquest estudi van decidir extreure i seqüenciar el DNA de cèl·lules del tumor primari i el DNA de cèl·lules sanguínies (com a control) pel mètode de Illumina HiSeq (Seqüenciació de l'ADN).
A continuació, mitjançant l'alineació entre tots dos genomes i amb genomes de referència en bases de dades, es va realitzar una anàlisi de les mutacions somàtiques puntuals en el DNA tumoral, determinant el context genètic de la mutació, el seu efecte en la funció proteica així com les translocacions i la variació en el nombre de còpies dels gens. De les 17.136 mutacions somàtiques que van trobar 140 eren mutacions no sinònimes. Concretament, van observar mutacions en dos gens que es troben interaccionant amb la via de senyalització de mTORC1 i que havien estat estudiats en models preclínics: la deleció de dos parells de bases en TSC1 (canvi en el marc de lectura donant lloc a glutàmic) i la mutació sense sentit en NF2 (codó prematur que dona lloc a serina).
En seqüenciar posteriorment els gens de TSC1 i NF2 de 96 pacients amb un estat avançat de càncer de bufeta pel mètode de Sanger (seqüenciació de l'ADN) no van trobar mutacions addicionals en NF2 però sí que van trobar 5 mutacions addicionals en TSC1. Per tant, van voler comprovar si TSC1 podia ser un factor predictiu en la resposta a Everolimus. Així, es va realitzar la seqüenciació dels exons de 200 gens mitjançant el Test de Captura de l'Exon Exome Sequencing i van observar que la mutació en TSC1 donava lloc a un augment en el temps de resposta al fàrmac i a un augment en el temps de recurrència de la malaltia. Per tant, s'ha determinat que Everolimus és més efectiu en aquells pacients que presenten mutacions somàtiques en TSC1.

## Precaucions
Precisa recepta mèdica i s'administra per via oral. Els seus noms comercials són Certican Votubia i Afinitor a Europa, i Zortress i Afinitor a Amèrica del Nord.